# Щежбово
Щежбо́во (пол. Szczerzbowo [ʂtʂɛʐˈbɔvɔ], нем. Scziersbowen; 1927-45:Talhausen) — село в административном районе Мронгово, в округе Мронгово, Варминско-Мазурское воеводство, на севере Польши. Оно расположено примерно в 13 километров (8 миль) северо-востоку от Мронгово и 64 км (40 миль) востоку от областного центра Ольштын.
До 1945 года эта территория была частью Германии (Восточной Пруссии). После Второй мировой войны коренное немецкое население было изгнано и заменено поляками.

## История
В соответствии с положениями Версальского договора, 11 июля 1920 года в Восточной и Западной Пруссии на референдумах население голосовало за то, оставаться ли ему в составе Восточной Пруссии (и, следовательно, в составе Германии) или присоединиться к Польше. В Щежбово 120 жителей проголосовали за то, чтобы остаться в составе Восточной Пруссии, за Польшу не было подано ни одного голоса.
Когда в 1945 году в результате войны вся южная часть Восточной Пруссии отошла к Польше, это коснулось и Тальхаузена, который в последствии получил польское название «Щежбово».